# Chevrolet Spark EV
El Chevrolet Spark EV es un automóvil eléctrico fabricado por la marca Chevrolet del grupo General Motors.
Se puso a la venta en junio de 2013 en los estados de California y Oregón. En Corea del Sur se vendió a partir de octubre de 2013.
Dispone de un motor de 97 kW (132 CV). Tiene una autonomía EPA de 82 mi (132 km).
Acelera de 0 a 100 km/h en menos de 8 segundos.
La velocidad máxima es de 145 km/h.

## Antecedentes

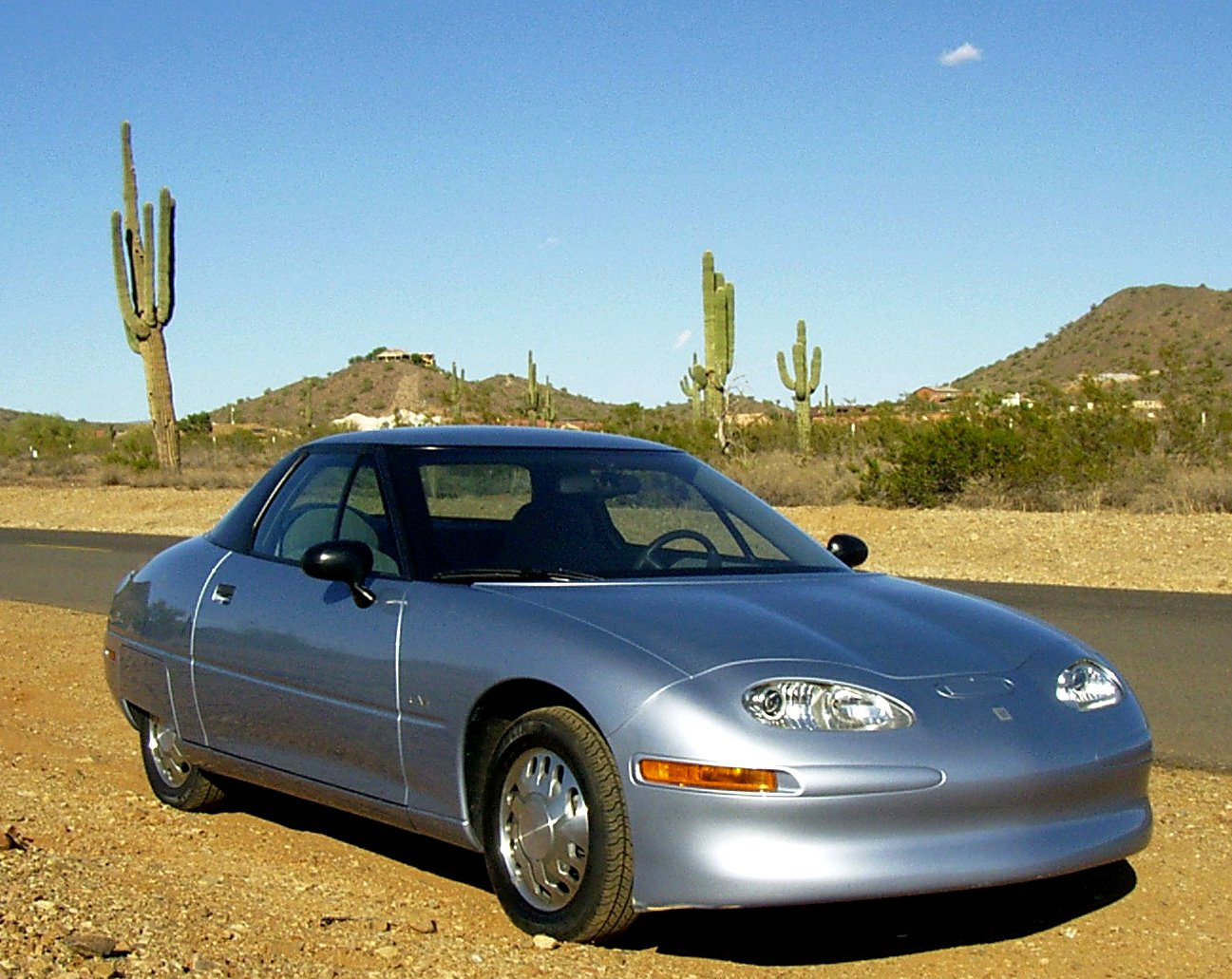
GM EV1

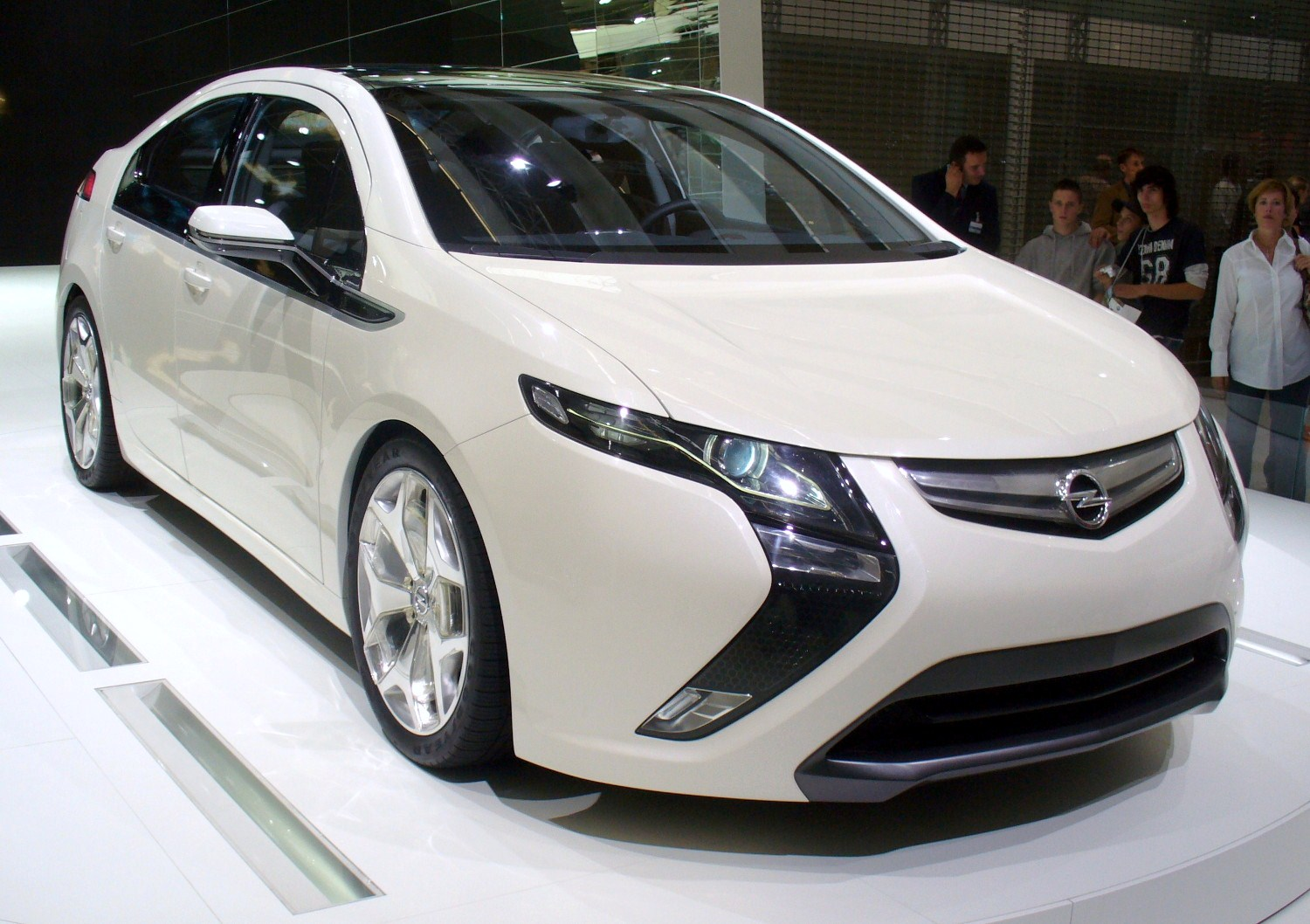
Opel Ampera (versión europea del Chevrolet Volt)

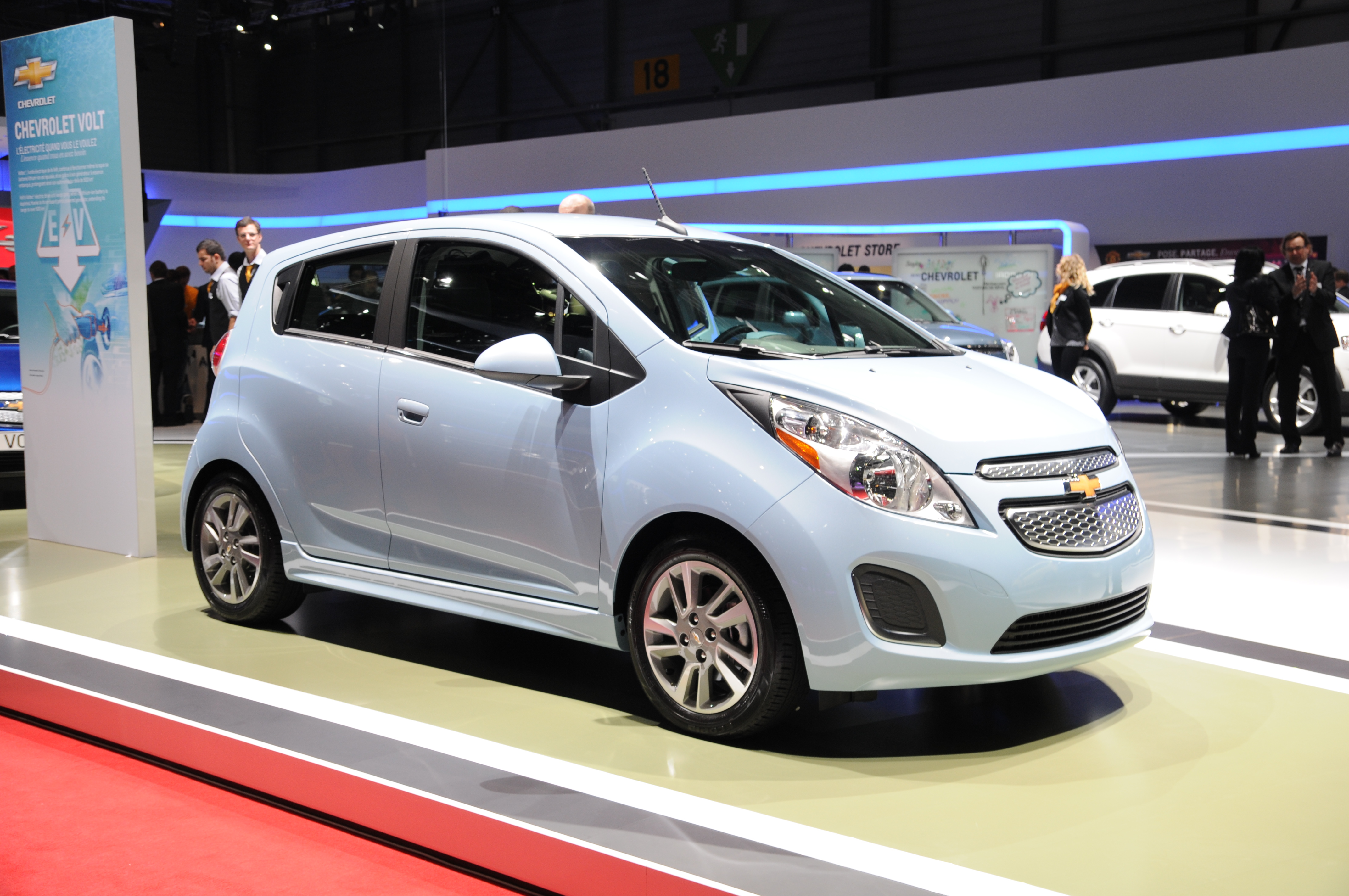
Chevrolet Spark EV

El General Motors EV1 fue el primer vehículo eléctrico moderno producido por uno de los mayores fabricantes de automóviles del mundo, y el primer vehículo de propulsión eléctrica lanzado al mercado por General Motors en los Estados Unidos en 1996. Su producción se interrumpió en 1999, y todos los vehículos en uso fueron retirados del mercado por GM entre 2003 y 2004. La mayoría de los 1117 fabricados fueron destruidos y algunos vehículos fueron donados a museos.
Inicialmente el GM EV1 se fabricaba con baterías de plomo y ácido que luego fueron sustituidas por baterías de Ni-Mh. Su autonomía iba desde 113 km en la primera versión hasta 257 km en la última versión producida.
El motor eléctrico trifásico de inducción producía 102 kW (139 CV) a 7000 rpm. A diferencia de los motores de combustión interna, el EV1 podía entregar su par máximo (149 N·m) desde 0 hasta 7000 rpm. Esto hacía innecesaria la caja de cambios que era sustituida por una caja reductora de una marcha que estaba integrada con la transmisión.
El Chevrolet Volt es un vehículo híbrido eléctrico enchufable desarrollado por General Motors y lanzado en los Estados Unidos en diciembre de 2010. La compañía evitó el uso del término «híbrido», prefiriendo llamarlo «vehículo eléctrico de autonomía extendida» debido a su diseño. La batería de iones de litio tenía una capacidad de 16 kWh en el modelo de 2011.
El Volt es propulsado por un motor eléctrico de 111 kilovatios (151 CV) con un par motor máximo de 370 N·m. La capacidad del paquete de baterías se incrementó a 16,5 kWh (10,9 kWh disponibles) en el modelo de 2013. Esto incrementó la autonomía eléctrica de 56 km a 61 km. Para el modelo de 2015 la capacidad del paquete se incrementó hasta 17,1 kWh.
Al conducirlo cuando la batería baja de un cierto nivel de carga se pone en funcionamiento un pequeño motor de gasolina de 1,4 litros, aspirado, de 4 cilindros de la familia GM 09 de 80 caballos de fuerza (81 CV), que mueve un generador eléctrico de 55 kW para extender la autonomía del Volt.

## Historia

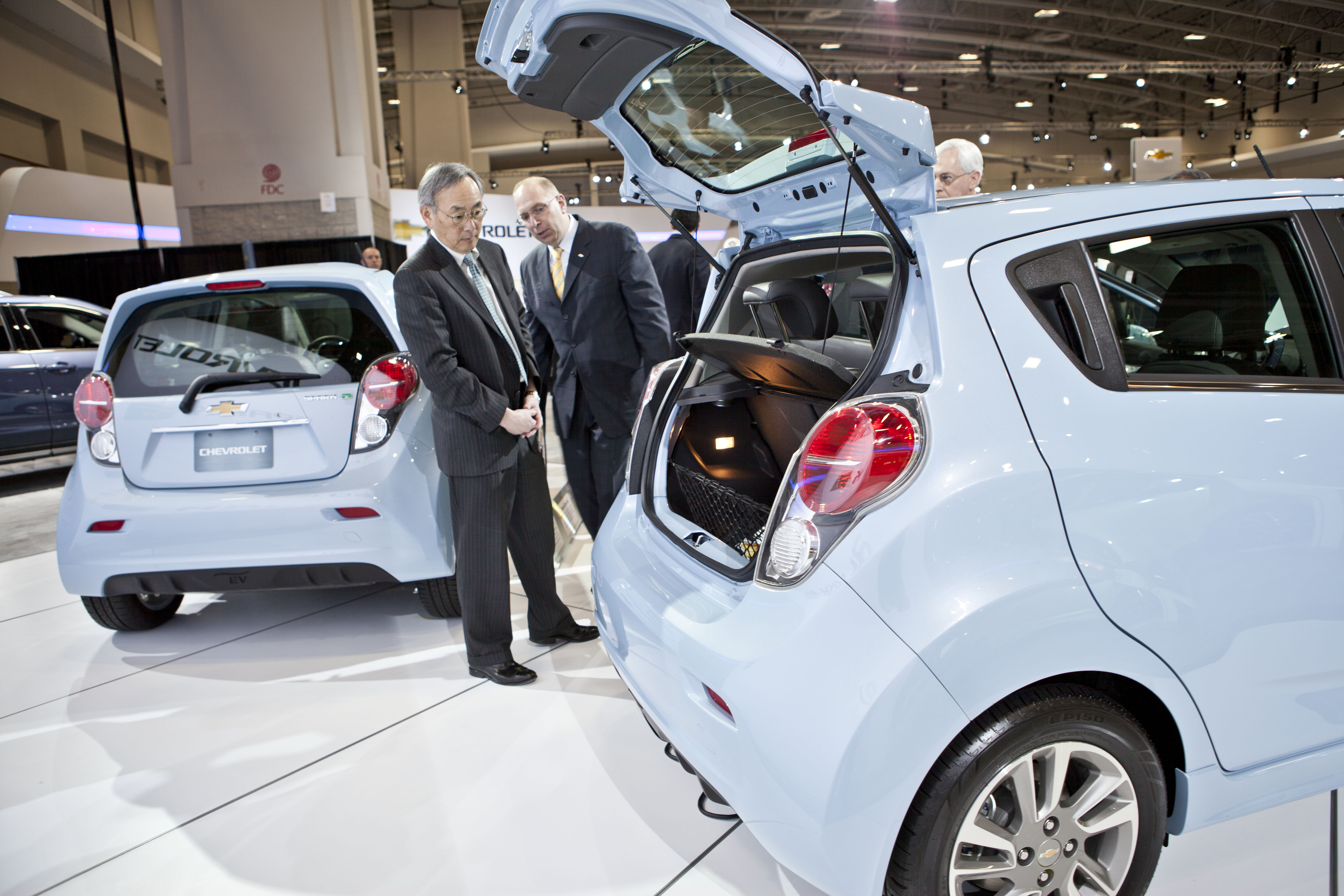
Chevrolet Spark EV en enero de 2013

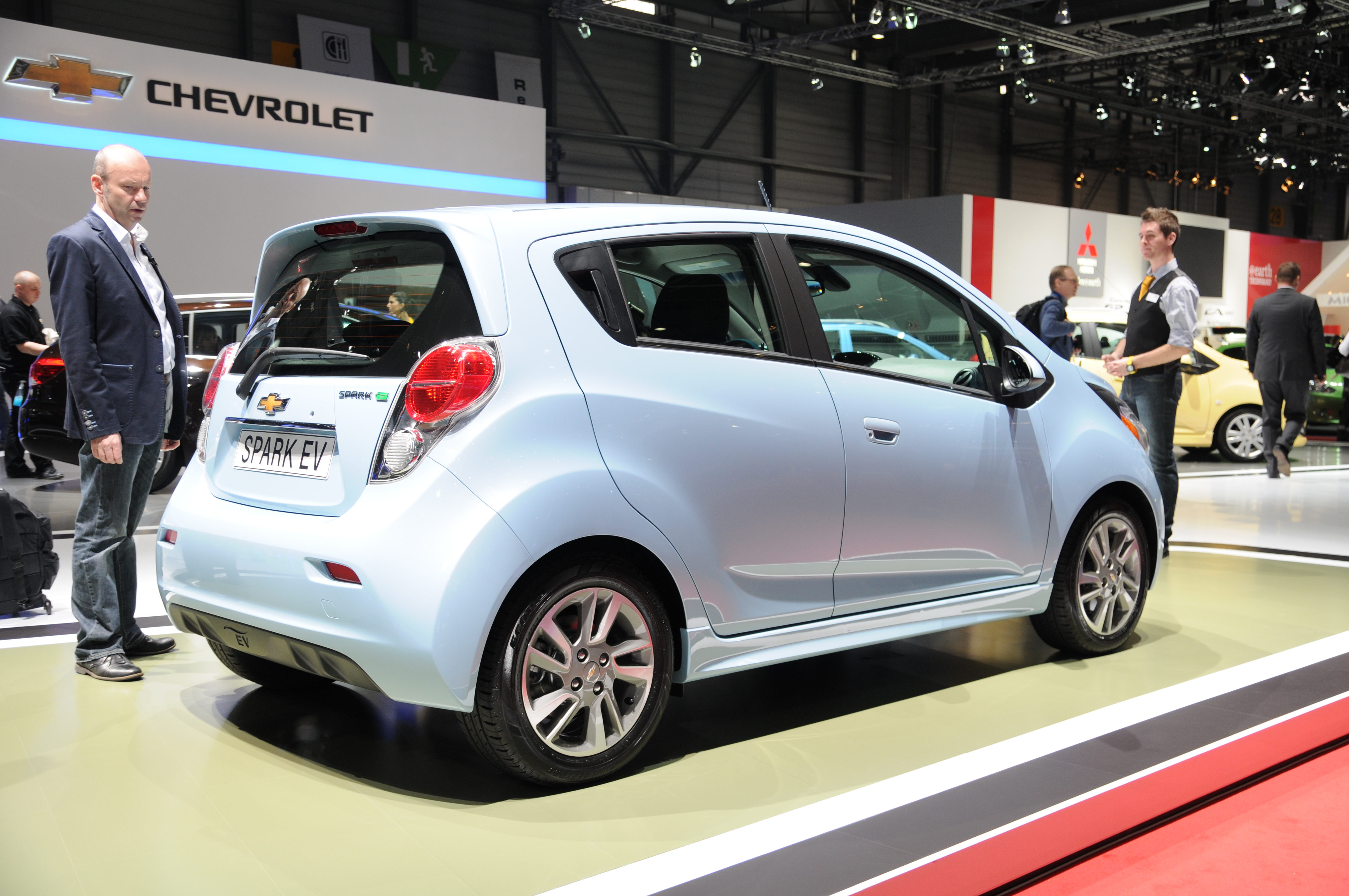
Chevrolet Spark EV en marzo de 2013

En octubre de 2011 General Motors anunció la producción del Chevrolet Spark EV como una versión eléctrica del Chevrolet Spark. Tendría disponibilidad limitada a ciertos mercados dentro de Estados Unidos. En octubre de 2012 GM Corea anunció que fabricaría y vendería el Spark EV en Corea del Sur.
La versión para la venta se presentó en Los Angeles Auto Show de 2012 dentro de la estrategia de electrificación de vehículos de GM.
El Spark EV fue el primer vehículo eléctrico de pasajeros vendido por GM en los Estados Unidos desde que el EV1 fue cancelado en 1999.
Se puso a la venta en junio de 2013 en los estados de California y Oregón a un precio de 27 495 dólares antes de ayudas. Después tenía una subvención federal de 7500 dólares y en California una subvención adicional de 2500 dólares. También estaba disponible por 199 dólares de alquiler mensuales en un leasing de tres años.
En Corea del Sur se vendió a partir de octubre de 2013 por un precio equivalente a 37 500 dólares que después de una ayuda de 14 100 dólares se quedaba en 23 400 dólares. Se fabricó en Changwon, Corea del Sur.
En el segundo trimestre de 2015 comenzaron las ventas en el estado de Maryland donde se fabricaba el motor eléctrico y la unidad propulsora en la planta que GM tenía en White Marsh.
GM planeó venderlo en Canadá y en algunos mercados europeos. Se vendió en Canadá sólo para flotas.

## Batería
El paquete de baterías tenía inicialmente una capacidad de 21,3 kWh. Es de iones de litio nanofosfato e inicialmente estaba fabricada por A123 Systems ubicada en Massachusetts.
En 2014 se cambió como suministrador de baterías a LG Chem en Holland, Michigan. Se bajó la capacidad a 19 kWh con un total de 192 células. El peso del paquete de baterías era de 215 kg, siendo 39 kg más ligero que el anterior pero manteniendo sus prestaciones.
Dispone de un sistema activo de refrigeración líquida para optimizar el funcionamiento de las baterías.

## Motor
Equipa un motor de imanes permanentes con una potencia máxima de 97 kW (132 CV) y una potencia sostenida de 56 kW (76 CV).
El motor se fabrica en la planta de White Marsh que además produce motores eléctricos para el Chevrolet Volt, Chevrolet Malibu Eco, Chevrolet Silverado Hybrid, Buick Lacrosse eAssist, Buick Regal eAssist, GMC Sierra Hybrid, GMC Yukon, Yukon Denali Hybrid, y Cadillac Escalade Hybrid.
Proporciona 540 N·m (402 lb-ft) de par motor máximo.
El par motor máximo del Chevrolet Spark EV es extraordinariamente alto entre los coches eléctricos de 2016.

## Prestaciones
Acelera de 0 a 100 km/h en menos de 8 segundos.
La velocidad máxima es de 145 km/h.

## Comodidad
Tiene dos modos de conducción:
- Drive: Funciona como un coche automático convencional sin freno regenerativo agresivo.
- Low: Maximiza el freno regenerativo y decelera tan pronto como se levanta el pie del acelerador.[19]

El cuadro de instrumentos muestra la autonomía con una conducción tranquila y con una conducción agresiva.

## Autonomía
Tiene una autonomía EPA de 82 mi (132 km)

## Recarga
El Spark EV fue el primer vehículo en ofrecer la carga rápida mediante el protocolo CCS Combined Charging System (con cargador combo SAE) en vez de hacerlo con el mayoritario CHAdeMO usado entre otros por el Nissan Leaf, el coche eléctrico más vendido del mundo en ese momento.
En un enchufe de 240 V se puede cargar totalmente en 7 horas.

## Ventas
En 2014 se vendieron 1145 unidades en los Estados Unidos. En 2015 las ventas en Estados Unidos fueron de 2629 unidades

## Coche de conformidad
Desde 2012 California obliga a los fabricantes de coches de un cierto volumen a que al menos un porcentaje de ellos sean vehículos de emisiones cero (ZEV: zero-emission vehicles). Pueden ser vehículos eléctricos de baterías o de célula de combustible. En 2012 la ley obligaba a las siguientes marcas por orden de ventas en California: Toyota, Honda, GM, Ford, Nissan y Chrysler.
Algunos modelos se fabricaron para cumplir la ley de California y se llaman coches de conformidad (compliance cars), mientras que otros se producen para vender en todos los mercados la mayor cantidad.
Los verdaderos coches de emisiones cero:
- Se venden directamente a los consumidores y no sólo se alquilan en leasing.
- Venden al año al menos 5000 unidades en los Estados Unidos o superan las 20 000 unidades en el mundo.
- Se ofertan fuera de los estados que tienen leyes similares a la de California o se ofertarán en los 18 meses tras su lanzamiento.

El Chevrolet Spark EV es un coche de conformidad según los periodistas especializados.